# Georges Toutain
Georges Toutain est un ingénieur agronome français (il se définit lui-même comme agro-écologiste) né le 25 mai 1933 à Fontenay-Torcy et mort le 13 août 2021 à Beauvais. Militant contre les pesticides, il est cofondateur, président puis président d’honneur du mouvement pour les droits et le respect des générations futures (MDRGF), nommé, depuis 2008, Générations Futures.

## Biographie
Après ses études à l’Institut national de la recherche agronomique (INRA), il passe 23 ans au Maghreb. Il rentre ensuite à Fontaine-Lavaganne pour développer son pré-verger en privilégiant la biodiversité (94 variétés de pommiers et 30 variétés de poirier) et sans pesticides. Dans un but informatif et éducatif, il y organise des portes ouvertes deux fois par an.
Il est aussi diplômé du Centre des hautes études sur l'Afrique et l'Asie modernes (CHEAM) de Paris, Fondation nationale des sciences politiques, et docteur en développement économique et social.
Georges Toutain a été membre de Génération écologie et a été élu conseiller régional de Picardie en 1992 sous cette étiquette. Vice-Président de la commission agricole de cette assemblée de 1992 à 1998, il y a impulsé une meilleure prise en compte de l'environnement, notamment un réseau de 16 fermes de référence agro-environnementale, coordonné par la chambre régionale d'agriculture, visant à réduire les produits phytopharmaceutiques.
Il s'est également présenté sous cette étiquette lors des élections législatives de 1997 dans la première circonscription de l'Oise, obtenant 3,19 % des suffrages exprimés.

## Synthèse des résultats électoraux

### Élections législatives
| Année | Parti | Parti | Circonscription | 1er tour | 1er tour | 1er tour |
| Année | Parti | Parti | Circonscription | Voix     | %        | Rang     |
| ----- | ----- | ----- | --------------- | -------- | -------- | -------- |
| 1997  |       | GÉ    | 1re de l'Oise   | 1 613    | 3,19     | 7e       |

### Ouvrages
- De la Recherche au Développement- Éléments d’Agronomie Saharienne, 1979, édition INRA.
- Collection Vers des modes de productions agricoles et horticoles respectant l'homme et son environnement naturel, 2001, édité par le MDRGF.
  - Tome I Les agricultures et horticultures raisonnées chimiquement dans l'impasse.
  - Tome II L’usage des pesticides remis en cause, en collaboration avec Mathieu Calame, président de l’ITAB.
  - Tome III L'arboriculture fruitière intensive remise en question... Prés vergers, vergers agrestes, des alternatives possibles.
  - Tome IV Les jardins et manses Horticoles d'insertion sociale dans les projets de mise en valeur durable.

### Autres publications
- Monographie : Les systèmes agricoles oasiens, Tozeur, 19-21 novembre 1988, avec Vincent Dolle, dans Options méditerranéennes. Serie A : Séminaires Méditerranéens   ISSN 0253-1542
- Postface à la nouvelle édition de Les Plantes malades des pesticides, de Francis Chaboussou, Éditions d'Utovie, 2011